# Вітове (заказник)
Вітове — загальнозоологічний заказник місцевого значення в Україні. Розташований у Золотоніському районі Черкаської області, на північно-східній околиці міста Золотоноша. 

## Опис
Площа 4,0 га. Як об'єкт природно-заповідного фонду був створений рішенням Черкаської обласної ради від 08.04.2000 року № 15-4. Землекористувач або землевласник, у віданні якого перебуває заповідний об'єкт — Дослідне господарство «Золотоніське».
Заказник розташовано в заплаві річки Золотоношки з мережою осушувальних каналів. Це місце мешкання бобрів, ондатр.

## Галерея

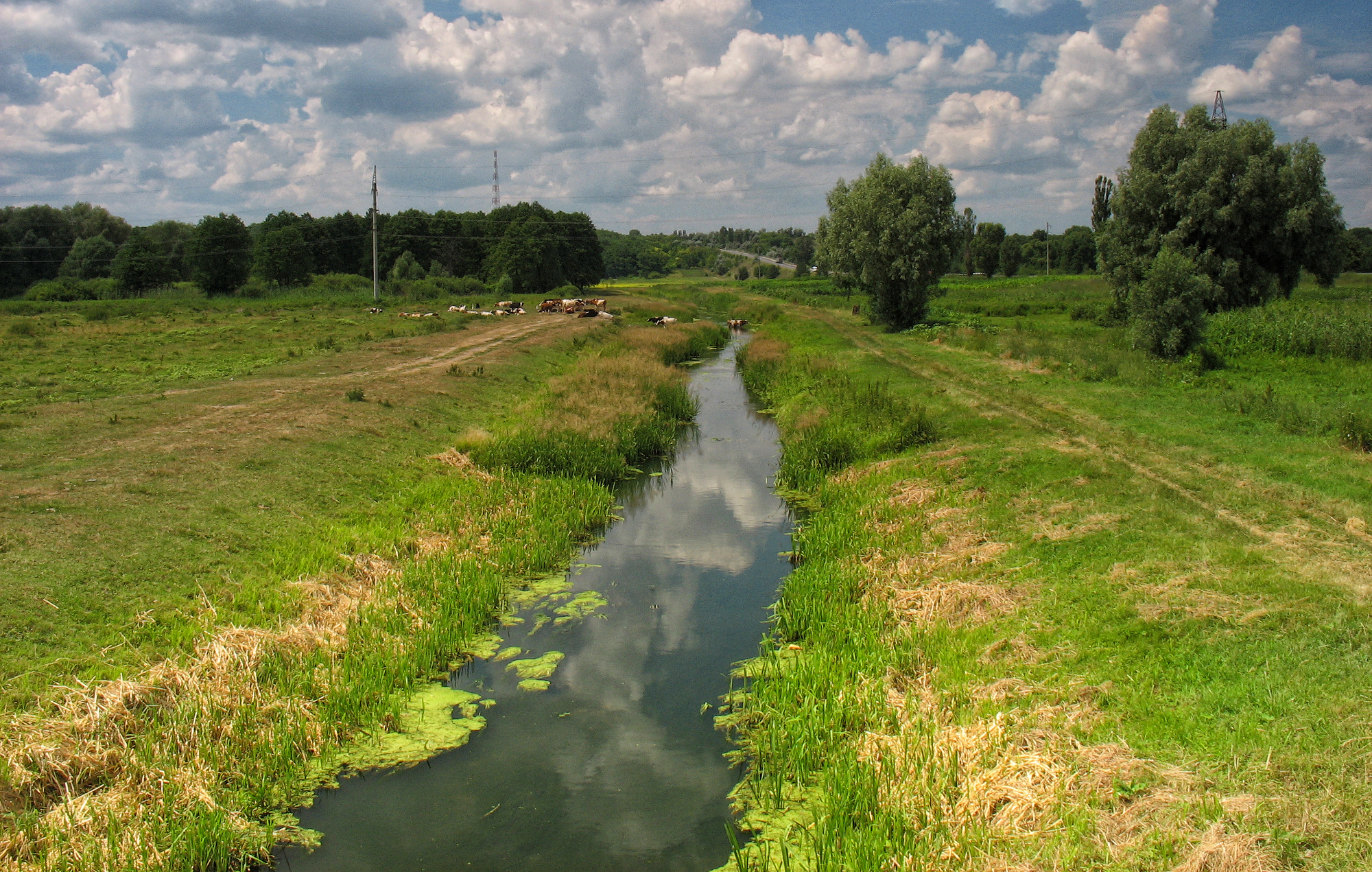
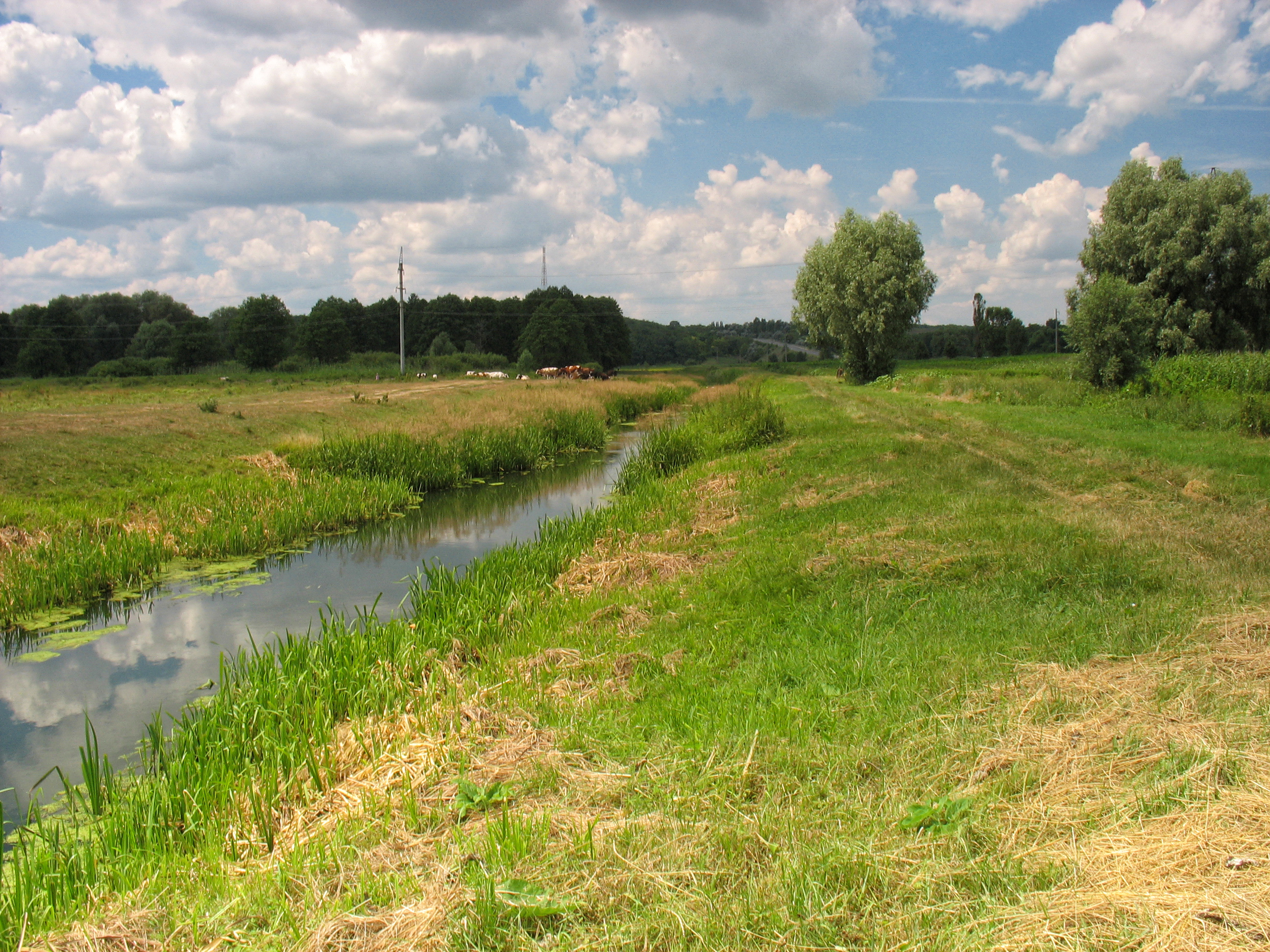